# Hefaiston
Hefaiston je název mezinárodního setkání uměleckých kovářů. Název Hefaiston je odvozen od jména antického boha ohně a kovářství Héfaista. Setkání se koná pravidelně od roku 1982 na hradě Helfštýn u Lipníka nad Bečvou. Organizátorem je Muzeum Jana Amose Komenského v Přerově. Například na ročník 2008 zavítalo cca 500 přihlášených kovářů a kovotepců z dvaceti zemí.

## Záměr činnosti

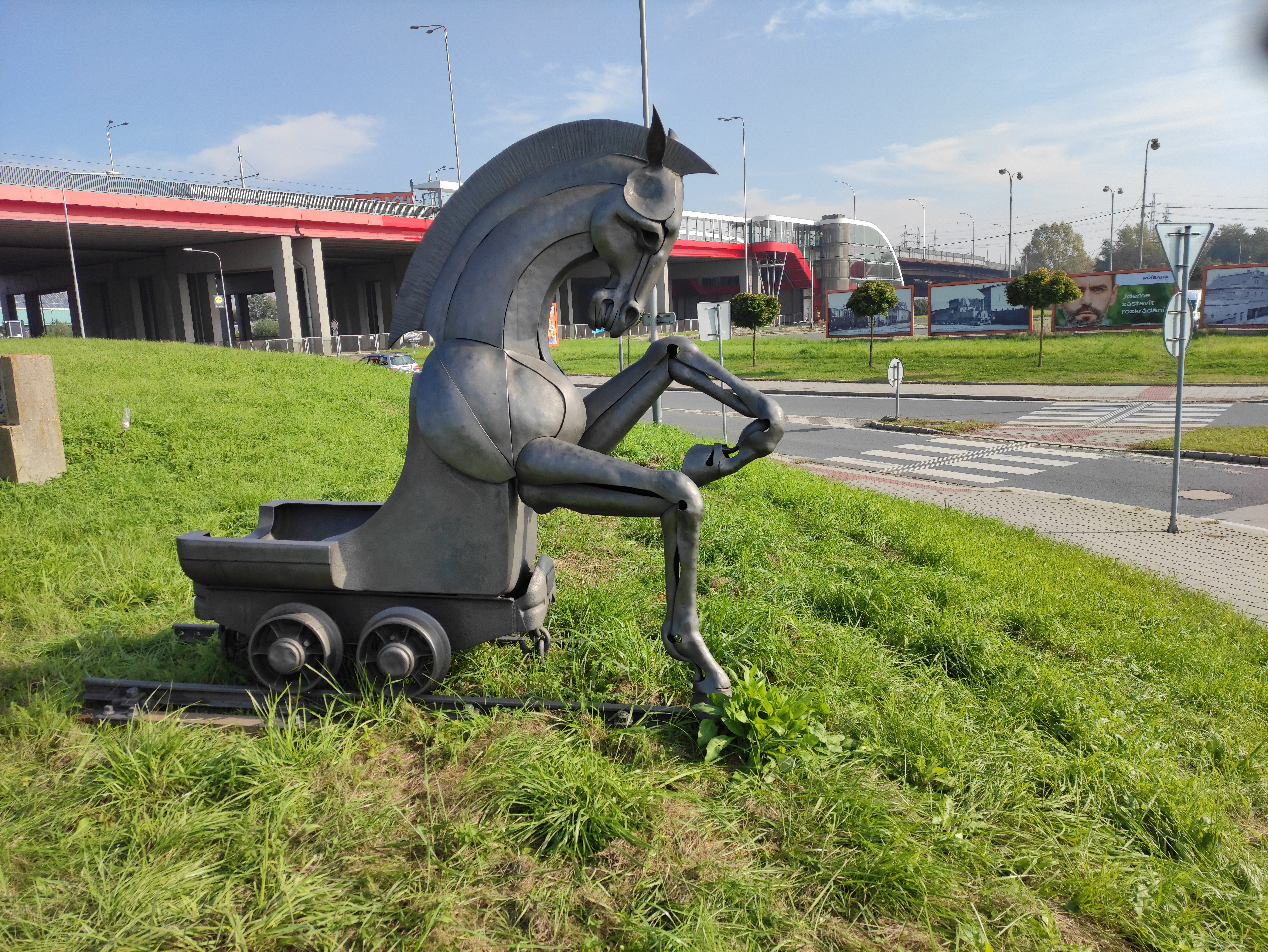
Pocta hornictví v Ostravě-Svinov - oceněná na Hefaistonu 2016

Záměrem vzniku Mezinárodního setkání uměleckých kovářů na hradě Helfštýně bylo seznámení návštěvníků hradu s tímto uměleckým řemeslem. Na základě toho vydalo Muzeum Komenského v Přerově k 1. lednu 2007 prohlášení k záměru své činnosti.

## Témata sympozia
Setkání je spojeno se soutěží. Odborná porota hodnotí exponáty v kategoriích:
- klasické umělecké kovářství
- sochařská tvorba a komorní plastika
- demonstrované práce (přímo na místě vytvářené)
- šperky
- zbraně
- studentské a učňovské práce (Maturitní práce žáků zde např. každoročně vystavuje Střední uměleckoprůmyslová a vyšší odborná škola Turnov.)

Setkání probíhá vždy v poslední srpnový víkend. Pátek je pouze pro účastníky a sobota s nedělí pro veřejnost, kdy probíhají ukázky kovářské práce a výstava kovářských exponátů. Výrobky ukované na tomto setkání jsou ponechány Muzeu Komenského v Přerově a stávají se součástí sbírky kovářského umění.

## Další informace
Vstupné na Hefaiston je zpoplatněno.
Na místě jsou trvale nebo přechodně instalovány kovárny.